# Журавлёвка (Саратовская область)
Журавлёвка — село в Краснокутском районе Саратовской области, административный центр сельского поселения Журавлёвское муниципальное образование.
Село было образовано в 1897 году. Расположено в восточной части района, в верховьях реки Жидкая Солянка (левый приток реки Еруслан), в 15 километрах от районного центра — города Красный Кут.
Население около 320 человек.
В селе имеется средняя образовательная школа, клуб, баня, отделение связи, АЗС. Вблизи села пруды Сельский и Рябский. 
Село является центром сельского округа, куда также входит село Владимировка.
Ранее в селе существовал колхоз «Путь к коммунизму».

## Население
Динамика численности населения по годам:
| 1910 | 1987 | 2002> |
| ---- | ---- | ----- |
| 548  | ≈280 | 318   |

| 2002 | 2010 |
| ---- | ---- |
| 319  | ↘286 |

Национальный состав
Согласно результатам переписи 2002 года русские составляли 78 % населения села.